# تفقع
التفقع (بالإنجليزية: Ebullism) هو تكوين فقاعات غازية في سوائل الجسم نتيجة لانخفاض الضغط البيئي. على سبيل المثال في الأماكن المرتفعة. ويحدث ذلك لأن نظام السائل والغاز عند التوازن سيشهد تحويلًا صافيًا للسائل إلى غاز مع انخفاض الضغط، على سبيل المثال تصل السوائل إلى نقطة الغليان عند درجات حرارة أقل عندما ينخفض الضغط الواقع عليها.

## الأعراض
تتضمن أعراض التفقع وجود فقاعات في اغشية الفم والعين، انتفاخات بالجلد، فقاعات في الدم، وقد يحدث اختلال أو توقف في الدورة الدموية والتنفس. ربما تعاني أنسجة المخ من نقص الأكسجين نتيجة لانسداد الشرايين. ويمكن أن يحدث انتفاخ أو نزيف بالرئة. يؤدي إلى الموت ما لم تكن إعادة الضغط سريعة بما يكفي لتقليل الفقاعات قبل حدوث تلف الأنسجة.
في عام 1960تعرض جوزيف كايتنغر للتفقع في يده اليمني أثناء صعوده 31 متراً في الغندول المقاد بالهيليوم.قفاز يده اليمنى لم يستطع معادلة الضغط وانتفخت يداه لأكثر من ضعف حجمها، مصحوبة بآلام شديدة، واستغرق الأمر ثلاث ساعات حتى عادت لطبيعتها بعد عودته إلى الأرض
أثبتت نتائج العينات المأخوذة من بقايا طاقم كارثة مكوك الفضاء في كولومبيا وجود التفقع. ونتيجة لشدة تلف الأنسجة لم يستعيد الطاقم الوعي حتى بعد معادلة الضغط.

## آلية تنفيذ
في الضغط الاتموسفيري عند مستوى سطح البحر، يصل الماء للغليان عند درجة حرارة 100 سيليزية (212 فهرنهيد)، وعلى ارتفاع 63,000 قدم (19,000 متر) يصل للغليان عند درجة حرارة 37 درجة سيليزية (99 فهرنهيد) وهذه الدرجة هي درجة حرارة جسم الإنسان الطبيعية. وهذا ما يعرف باسم خط ارمسترونج.  ولكن في الحقيقة سوائل الجسم لا تغلى عند هذا الحد لأن الضغط والأعضاء الخارجية تستطيع أن تقاوم هذا الضغط.

## وقاية
يستخدم الأكسجين النقي في رحلات الفضاء المبكرة للقضاء على النيتروجين الموجود بالدم. يوجد العديد من المخاطر حول استخدام الأكسجين النقي كغاز للتنفس، حيث تسبب وفاة ثلاثة من رواد الفضاء في حريق أثناء اختبار الهبوط في ابوللو. ومع ذلك استمرت ناسا في استخدام ما يسمى بالأكسجين النقي أثناء مشروع ابوللو ولكن اتجهوا لاستخدام الهواء في المتابعة على نظام النقل الفضائي (المكوك الفضائي). يستخدم رواد الفضاء الروسيون الأكسجين النقي قبل التغيير لخليط النيتروكس ذو الضغط الأعلى، مما يؤدي إلى مشاكل عدم توافق في منطقة اختبار مشروع ابوللو في عام 1975. بدلة رواد الفضاء عادة يتم ضغطها لعدة أرطل اقل من ضغط المكوك ومع ذلك مازالوا يستخدموا الأكسجين النقي، منطقة التأقلم في محبسة الهواء حيث يزال النيتروجين والغازات الأخرى من الدم.

## أصل الكلمة
أطلق اسم تفقع الفضاء بواسطة القائد جوليان في ورقته البحثية «الطبيعة الحقيقية لغليان سوائل الجسم في الفضاء»، ونشرت في طب الطيران والملاحة الجوية في أكتوبر عام 1956. اقترح هذا الاسم لأن لفظ تفقع لا يعني إضافة الحرارة لإنتاج البخار ويأتي من الكلمة اللاتينية "ebullire" والتي تعني ينفجر أويغلي.